# Flaga Tartu
Flaga Tartu składa się z dwóch poziomych pasów równej szerokości, górnego białego i dolnego czerwonego. Pośrodku flagi znajduje się herb Tartu - na tle czerwonej tarczy herbowej wizerunek bramy w miejskim murze z dwoma wieżami, nad którą skrzyżowane są klucz i miecz.
Barwy flagi nieprzypadkowo przypominają polskie barwy narodowe - zostały nadane miastu przez Stefana Batorego.